# Il fantasma e la signora Muir
Il fantasma e la signora Muir (The Ghost and Mrs. Muir) è un film del 1947 diretto da Joseph L. Mankiewicz e ispirato al romanzo The ghost of Captain Gregg and Mrs. Muir del 1945.

## Trama

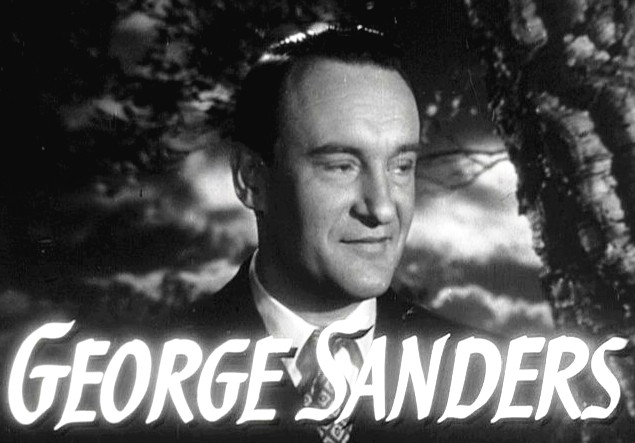
George Sanders nel trailer

Primi del Novecento. Lucy Muir è una bellissima vedova che affitta una casa sull'oceano abitata dal fantasma del precedente proprietario, l'ex capitano di marina Daniel Gregg. Questi, morto accidentalmente proprio in quella casa, si manifesta spesso, ma la signora Muir, che non si lascia intimorire, riesce a differenza dei precedenti inquilini a instaurare un dialogo col fantasma. A causa di problemi finanziari della donna, il fantasma le suggerisce di collaborare con lui per la stesura di un romanzo biografico. I due si innamorano, ma l'impossibile sentimento viene ostacolato dallo spregiudicato Farley, uno scrittore del quale la donna crede di innamorarsi. Accortosi che la donna è decisa a non tornare sui suoi passi, il fantasma le dichiara il suo amore mentre lei sta dormendo, in modo che ella creda di sognare; si fa quindi da parte per non tornare più, neanche quando Lucy si staccherà da Farley, dopo aver scoperto che questi è già sposato. La vedova passa la vita da sola, accompagnata dalla nostalgia per il capitano Gregg, convinta che egli sia esistito solo in sogno. Un istante dopo la morte della signora, ormai non più giovane, il fantasma riappare per accoglierla ed amarla in eterno.

## Riprese
Il film fu girato a Carmel, a Paolos Verdes e negli studi della 20th Century Fox dal 29 novembre 1946 al 13 febbraio 1947.

## Distribuzione
Distribuito dalla Twentieth Century-Fox Film Corporation, il film uscì negli Stati Uniti il 26 giugno 1947. In Italia, il 5 agosto 1949.

### Date di uscita
- USA: 26 giugno 1947
- Svezia: 8 settembre 1947
- Portogallo: 20 ottobre 1947
- Francia: 26 maggio 1948
- Finlandia: 14 gennaio 1949
- Giappone: 12 aprile 1949
- Italia: 5 agosto 1949
- Hong Kong: 13 aprile 1950
- Austria: 22 giugno 1951
- Spagna: 20 ottobre 2000 (riedizione per Filmoteca Española)
- Francia: 11 settembre 2002 (riedizione)

### Titoli alternativi
- El fantasma y la Sra. Muir (Spagna, Venezuela)
- L'Aventure de Madame Muir (Belgio - titolo francese, Francia - versione originale sottotitolata)
- O Fantasma Apaixonado (Brasile, Portogallo)
- A kísértet és Mr. Muir (Ungheria)
- Ein Gespenst auf Freiersfüssen (Germania)
- Het avontuur van Mevrouw Muir, (Belgio - titolo fiammingo)
- Kummitus ja rouva Muir (Finlandia)
- L'Aventure de Madama Muir (Canada - titolo francese)
- Mrs. Muir ziet spoken (Paesi Bassi)
- Psyhes stin omihli (Grecia)
- Rakastunut kummitukseen (Finlandia - titolo TV)
- Spöket och Mrs. Muir (Svezia)
- The Ghost & Mrs. Muir (Australia)

## Adattamenti
La signora e il fantasma - serie TV trasmessa sulla NBC dal 1968 al 1970.